# Косцюшко-Моризе, Натали
Натали́ Косцюшко́-Моризе́ (фр. Nathalie Kosciusko-Morizet, произносится Косюшко́-Моризэ; род. 14 мая 1973 года) — французский политический деятель, кандидат в мэры Парижа (2014). Именуется также повсеместно NKM (Эн-Ка-Эм).
Родом из семьи с большим политическим прошлым. Её предок, еврейский купец из Сувалок, Абрам Соломон Косцюшко (1821—1917), переехал во Францию для занятия торговлей. Её дед Жак Костюшко был послом Франции в США, прадед Андре Моризе — сенатором, отец, Франсуа Косцюшко-Моризе (род. 1940) — мэр Севра. Мать является потомком Лукреции Борджиа.
Окончила парижскую Политехническую школу со специализацией по биологии, затем училась в Научно-промышленном институте природы и окружающей среды (фр.) и Коллеже инженеров (фр.). С 1997 года — на государственной службе. С 2002 года — консультант правительства Франции по вопросам экологии и устойчивого развития, депутат Национальной ассамблеи.
В 2002—2007 годах - депутат Национального собрания Франции от консервативной партии «Союз за народное движение». В 2007 году переизбрана в парламент, но ушла из него в связи с назначением на пост государственного секретаря по вопросам экологии. С 2009 по 2012 годы занимала пост государственного секретаря по развитию цифровой экономики. Кроме того, с 2008 по 2013 годы Косцюшко-Моризе являлась мэром города Лонжюмо. В 2010—2012 годах — министр экологии, устойчивого развития, транспорта и жилищного строительства. В 2012 году возглавляла избирательный штаб Николя Саркози.
Кандидат в мэры Парижа от партии «Союз за народное движение» на выборах 2014 года, проиграла во втором туре, набрав 45,5 % голосов.
Заместитель председателя партии «Республиканцы» до декабря 2015 года.
18 июня 2017 года во втором туре парламентских выборов проиграла во 2-м избирательном округе Парижа кандидату партии «Вперёд, Республика!» Жилю Ле Жандру, который получил поддержку 54,53 % избирателей.

## Личная жизнь
Замужем, двое детей.